# Mateusz Surma
Mateusz Surma (3 settembre 1995) è un goista polacco 3º dan professionista europeo.

## Biografia
Ha iniziato a giocare a go a sei anni; nel 2006 ha vinto il Campionato europeo under-12 e si è piazzato al sesto posto al Campionato mondiale under-12.
Nel 2010 e nel 2011 ha vinto il Campionato europeo under-16 e sempre nel 2011 è arrivato quinto al Campionato mondiale under-16; nel 2013 è arrivato terzo al Campionato europeo di Olsztyn, in Polonia. Tra il 2009 e il 2013 si è frequentemente recato in Corea del Sud per studiare go, per un totale di due anni e mezzo.
Nel corso del biennio 2015-2016 studia per otto mesi in Cina. Nel 2015 arriva al primo posto della seconda qualificazione pro europea di Pisa, davanti al pluri-campione europeo Il'ja Šikšin 7d, ottenendo il patentino di professionista europeo; ottiene anche il secondo posto nello European Grand Slam e nel Silk Road Tournament. L'anno successivo arriva secondo al Campionato europeo per professionisti, dietro a Fan Hui 2p. La sua partecipazione alla terza edizione della Coppa Bailing, nel 2016, si è conclusa con una sconfitta al primo turno preliminare per mano di Li Biqi 1d. Sempre nel 2016 ha partecipato in qualità di professionista europeo alla ottava edizione della prestigiosa Ing Cup, terminata con una sconfitta al primo turno per mano del goista taiwanese Wang Yuanjun 7d.
Il 2017 lo vede arrivare secondo nel Campionato europeo per professionisti, dietro Šikšin 1p per un solo punto di SODOS; ottiene il secondo posto nel Campionato europeo di Oberhof, anche in questo caso dietro Šikšin. Partecipa anche alla Lega cinese C, vincendo quattro incontri consecutivi, e ottiene il  primo posto nel torneo di qualificazione alla Samsung Fire Cup, dove entra tra i migliori 32, venendo eliminato per le sconfitte contro Song Taekon 9p e Iyama Yuta 9p.
Nel 2018 arriva terzo al Campionato europeo; l'anno successivo arriva secondo al Campionato europeo pro, conquistando anche il primo posto nello European Grand Slam e ottenendo la promozione a 2º dan professionista. Nello stesso anno è selezionato come uno dei due rappresentanti europei alla terza edizione della MLily Cup, nel corso della quale è stato sconfitto al primo turno dal professionista cinese Liao Yuanhe 5d.
A maggio 2019 ha partecipato al World Masters Championship dell'International Mind Sports Association, nel corso del quale ha incontrato il cinese Ke Jie, il sudcoreano Park Jung-hwan e il giapponese Murakawa Daisuke; la squadra europea si è qualificata quinta su sei partecipanti.
Nel 2020 si aggiudica lo European Grand Prix Finale, ma arriva ancora una volta secondo nel Campionato europeo pro.
Nel 2023 vince il Campionato europeo professionisti contro il finlandese Antti Tormanen e viene promosso 3º dan. L'anno successivo vince nuovamente il Campionato europeo di go per professionisti contro l'ucraino Andrii Kravets.
Nell'aprile 2024 ha partecipato alla seconda edizione della Quzhou-Lanke Cup World Go Open, in cui è stato eliminato al primo turno dal cinese Gu Lingyi.
Nel 2025 ha vinto il Campionato europeo di Go, disputato a Varsavia.

## Palmarès
| Titolo                                 | Vittorie                               | Secondi posti                          |
| Titoli internazionali professionistici | Titoli internazionali professionistici | Titoli internazionali professionistici |
| -------------------------------------- | -------------------------------------- | -------------------------------------- |
| Campionato europeo professionisti      | 2 (2023, 2024)                         | 4 (2016, 2017, 2019, 2020)             |
| Titoli internazionali                  |                                        |                                        |
| Campionato europeo                     | 1 (2025)                               | 1 (2017)                               |
| Silk Road Tournament                   |                                        | 1 (2015)                               |
| European Grand Slam                    | 1 (2019)                               | 1 (2015)                               |
| European Grand Prix                    | 1 (2020)                               |                                        |
| Campionato europeo under-16            | 2 (2010, 2011)                         |                                        |
| Campionato europeo under-12            | 1 (2006)                               |                                        |
| Totale carriera                        |                                        |                                        |
| Totale                                 | 8                                      | 7                                      |